# Дрокия (Дрокиевский район)
Дрокия (рум. Drochia) — село в Дрокиевском районе Молдавии. Относится к сёлам, не образующим коммуну.

## География
Село расположено на высоте 159 метров над уровнем моря, на реке Куболта.

## Население
По данным переписи населения 2004 года, в селе Дрокия проживает 2843 человека (1335 мужчин, 1508 женщин).
Этнический состав села:
| Национальность | Число жителей | Процентный состав |
| -------------- | ------------- | ----------------- |
| молдаване      | 2791          | 98.17             |
| цыгане         | 33            | 1.16              |
| русские        | 8             | 0.28              |
| украинцы       | 7             | 0.25              |
| румыны         | 1             | 0.04              |
| гагаузы        | 1             | 0.04              |
| прочие         | 2             | 0.07              |
| Всего          | 2843          | 100%              |